# Natalia Straub
Natalia Straub, geb. Natalja Kisseljowa, ukrainisch Наталья Кисельова (* 27. Mai 1978 in Lugansk, Ukrainische SSR) ist eine ukrainisch-deutsche Schachspielerin und seit 1998 Großmeisterin der Frauen (WGM).

## Schach

### Internationale Turniere
Natalia Straub vertrat die Ukraine bei Weltmeisterschaften und Europameisterschaften der weiblichen Jugend in verschiedenen Altersklasse. Ihr größter Erfolg war 1993, als sie in Szombathely Europameisterin U16 wurde. 1994 gewann sie die ukrainische Meisterschaft der Frauen. Im Jahr 1995 qualifizierte sie sich für das Interzonenturnier der Frauen in Chișinău, blieb jedoch ohne Erfolg. Im Jahr 1996 gewann sie ein offenes Turnier in Krakau. Sie wurde geteilte Dritte nach Olga Stiażkiną und Dagnė Čiukšytė in Frýdek-Místek. Im Jahr 2000 bei einem WGM-Turnier in Bühlertal war es hinter Joanna Dworakowska ein geteilter zweiter Platz mit Zoya Lelchuk und Alisa Marić. Im Jahr 2001 qualifizierte sich für die FIDE-Weltmeisterschaft der Frauen im K.-o.-System, die in Moskau gespielt wurde. In der ersten Runde gewann sie gegen Wang Yu, verlor jedoch in der zweiten gegen Alissa Galljamowa. Im Jahr 2003 in Athen wurde sie bei einem Frauenturnier geteilte Dritte hinter Jelena Dembo und Margarita Wojska.
Mit ihrer höchsten Elo-Zahl von 2382 belegte sie im Juli 2001 den fünften Platz der ukrainischen Frauenrangliste.

### Vereine
In der niederländischen Meesterklasse spielte Straub in der Saison 2001/02 für ESGOO, in der Saison 2003/04 für den Meister ZZICT/De Variant Breda. In der britischen Four Nations Chess League spielte sie in der Saison 2001/02 für Slough.
In der deutschen Frauenbundesliga spielte Straub von 1998 bis 2000 für die Rodewischer Schachmiezen, von 2000 bis 2002 für die SG Heiligenhaus, in der Saison 2002/03 für den SK Holsterhausen, von 2004 bis 2006 für Weiß-Blau Allianz Leipzig, von 2006 bis 2008 für den SK Doppelbauer Kiel, von 2008 bis 2015 für den USV Volksbank Halle, mit dem sie 2010 die Meisterschaft gewann, seit 2015 spielt sie für die SF Deizisau.
Am European Club Cup der Frauen nahm Natalia Straub 1998 mit Hugart Rybnik, 2002 mit RAD Belgrad und 2010 mit dem USV Volksbank Halle teil.